# アーサー・D・ストラブル
アーサー・デューイ・ストラブル（Arthur Dewey Struble, 1894年6月28日 - 1983年5月1日）は、アメリカ合衆国の海軍軍人。最終階級は海軍大将。

## 経歴
1894年6月28日ストラブルはオレゴン州ポートランドで生まれた。
ポートランドの高校を卒業した後、1911年にアメリカ海軍兵学校に入り、1915年6月に卒業した。
士官としての最初の六年間は二隻の巡洋艦と三隻の駆逐艦で勤務した。1921年から1923年には陸上勤務に移って兵学校の教官を務め、その後戦艦カリフォルニアに乗務した。
1927年から1940年までは戦艦ニューヨークおよび巡洋艦ポートランドで、および海軍省、第12海軍区で勤務し経歴を重ねた。
1940年から1941年にかけては戦艦アリゾナの副長、軽巡トレントンの艦長を歴任。1942年5月トレントンを離れて再び後方勤務に移った。
1944年少将に昇進しフィリピン方面での戦闘指揮に参加した。1946年から1948年まで太平洋艦隊水陸両用戦部隊指揮官。1948年4月に中将に昇進し、海軍作戦本部副部長を2年間務めた。1950年5月、第7艦隊司令官に着任し朝鮮戦争に参加。仁川上陸、元山上陸など困難な状況の続いた戦争初年において第7艦隊を指揮した。
1951年3月第1艦隊 司令官に転任(翌年3月まで)。1955年6月まで統合参謀本部などで勤務した。同月、大西洋予備役艦隊の司令官に転じた。
1956年7月退役。退役に際し、戦功によって大将に昇進した。
1983年5月1日、没。

## 参照
- “Admiral Arthur D. Struble, USN, (1894–1983)”. Online Library of Selected Images.   U.S. Naval Historical Center (2000年9月9日). 2008年11月16日閲覧。
- http://www.foia.cia.gov/docs/DOC_0001458639/DOC_0001458639.pdf